# Волентаун (Коннектикут)
Волентаун (англ. Voluntown) — місто (англ. town) в США, в окрузі Нью-Лондон штату Коннектикут. Населення — 2570 осіб (2020).

## Демографія
Згідно з переписом 2010 року, у місті мешкали 2603 особи в 1002 домогосподарствах у складі 746 родин. Було 1127 помешкань
Расовий склад населення:
| - 95,4 % — білих - 0,7 % — корінних американців - 0,6 % — азіатів - 0,5 % — чорних або афроамериканців |

До двох чи більше рас належало 2,5 %. Частка іспаномовних становила 1,6 % від усіх жителів.
За віковим діапазоном населення розподілялося таким чином: 22,2 % — особи молодші 18 років, 66,7 % — особи у віці 18—64 років, 11,1 % — особи у віці 65 років та старші. Медіана віку мешканця становила 42,8 року. На 100 осіб жіночої статі у місті припадало 102,9 чоловіків;  на 100 жінок у віці від 18 років та старших — 104,9 чоловіків також старших 18 років.
Середній дохід на одне домашнє господарство  становив 85 205 доларів США (медіана — 81 400), а середній дохід на одну сім'ю — 96 492 долари (медіана — 95 000). Медіана доходів становила 71 174 долари для чоловіків та 44 750 доларів для жінок. За межею бідності перебувало 6,4 % осіб, у тому числі 1,4 % дітей у віці до 18 років та 12,8 % осіб у віці 65 років та старших.
Цивільне працевлаштоване населення становило 1368 осіб. Основні галузі зайнятості: освіта, охорона здоров'я та соціальна допомога — 19,2 %, виробництво — 17,5 %, мистецтво, розваги та відпочинок — 12,6 %, будівництво — 10,9 %.